# Steinkreise von Fortingall

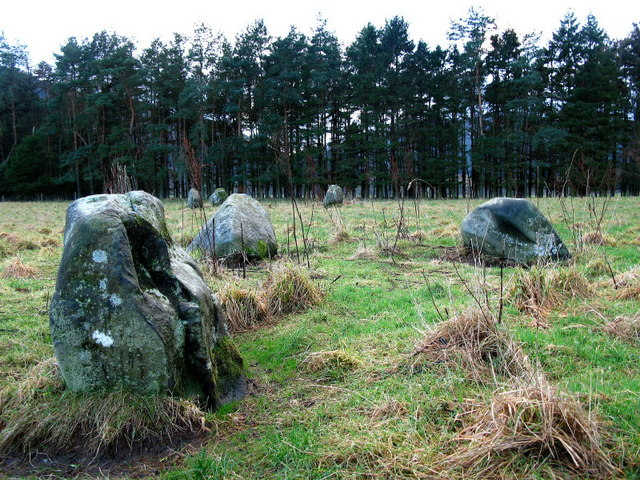
Steinkreise von Fortingall

Die drei Steinkreise von Fortingall (auch Fortingall Church genannt) liegen im Glen Lyon westlich des River Lyon, östlich von Fortingall bei Kenmore in Perth and Kinross in Schottland.
Am nächsten zur west-ost verlaufenden Straße liegt eine Gruppe von vier Steinen (Fortingall NE, ⊙) und eine Gruppe von drei Steinen (Fortingall SW, ⊙), während weiter im Feld, näher an dem Fluss, eine Gruppe von drei Steinen (Fortingall S, ⊙) liegt. Alle sind glatte, vom Wasser gerundete Felsen.
1970 wurden die beiden am nächsten der Straße gelegenen (NE & SW) von Aubrey Burl (1926–2020) ausgegraben. Es wurde festgestellt, dass beide Vier-Pfosten-Steinkreise (englisch Four-poster stone circle), auch „Himmelsteinkreise“ waren, die hier aus vier großen Steinen an den Ecken eines Rechtecks mit vier kleineren Steinen zwischen den größeren bestehen. In beiden Fällen waren die fehlenden fünften Steine im 19. Jahrhundert in vorbereitete Gruben versenkt worden. Das Datum ist bekannt, weil unter einem der Steine eine viktorianische Bierflasche  gefunden wurde. Die Ausgrabungen zeigten, dass der Südwestkreis ursprünglich eine Füllung aus kleinen Kieselsteinen hatte. Steine aus Quarz wurden am südwestlichen Stein gefunden. Südwestlich des Kreises wurde ein Teil eines Eisenzeitringes gefunden. In der Mitte des Nordostkreises lag ein Pflaster mit Holzkohle und verbrannten Knochen.

Steinkreise von Fortingall
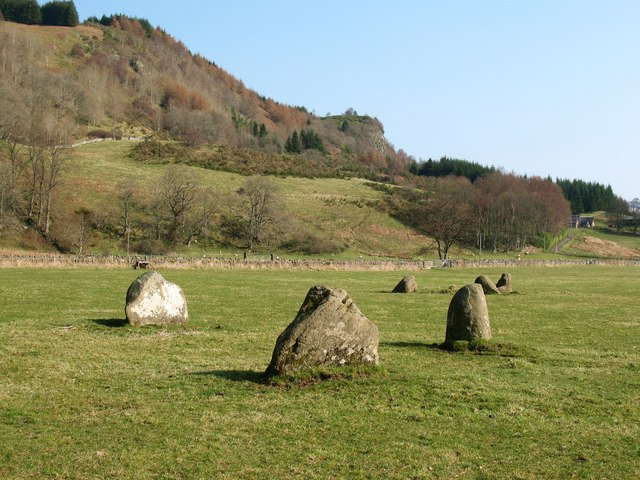
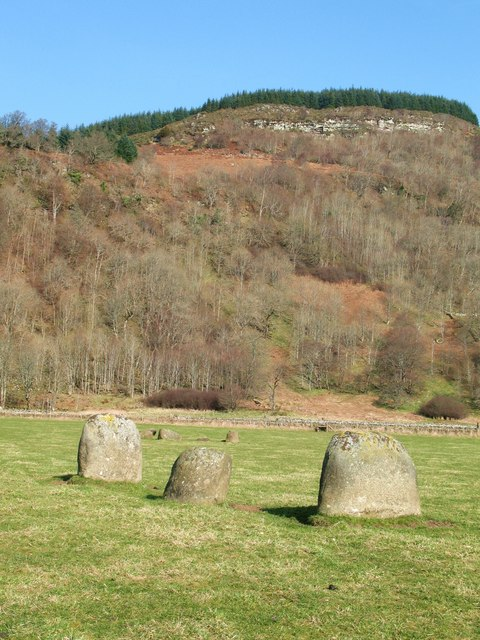
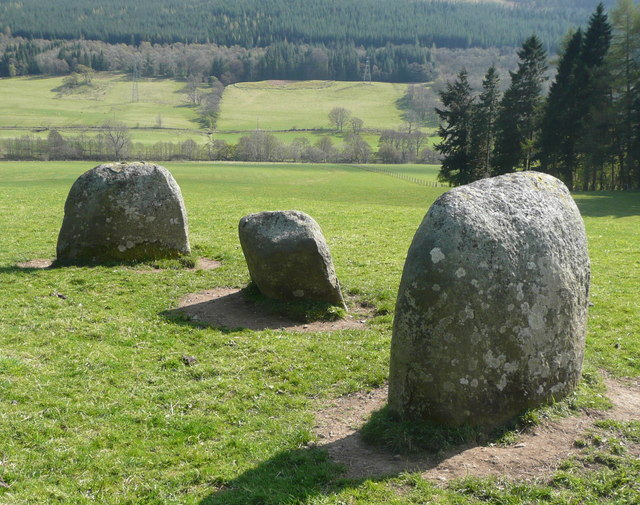

Der Südkreis wurde 1970 nicht vollständig ausgegraben, doch eine Untersuchung zeigte eine Standspur etwa 4,6 m vom Weststein, was auf einen Kreis von etwa 14,6 m Durchmesser deutet. Die drei verbliebenen Steine stehen fast in einer Linie, aber unter Berücksichtigung der Standspur scheint es sich um die Reste eines Recumbent Stone Circle (RSC) zu handeln.
In der Nähe befinden sich die Kreuzsteine von Fortingall.